# ميشيل ماير (خيميائي)
ميشيل ماير (بالإنجليزية: Michael Maier)‏ (باللاتينية: Michael Maierus)‏؛ 1568–1622) كان طبيبًا ألمانيًا ومستشارًا لرودولف الثاني هابسبورغ. وكان خيميائيًا، وإبيجراميًا وملحنًا هاويًا.

## روابط خارجية
- ميشيل ماير (خيميائي) على موقع الموسوعة البريطانية (الإنجليزية)
- ميشيل ماير (خيميائي) على موقع ميوزك برينز (الإنجليزية)
- ميشيل ماير (خيميائي) على موقع ديسكوغز (الإنجليزية)

- أتالانتا فوجينس (طبعة ثنائية اللغة، مع صور)
- أتالانتا فوجينز بقلم مايكل ماير (الترجمة الإنجليزية بتنسيق pdf)
- يحتوي موقع باللغة الفرنسية على Atalanta Fugiens على صور منخفضة الدقة للمقاطع الموسيقية للكتاب
- Kunst der Fuge: مايكل ماير Atalanta Fugiens (ملفات MIDI)
- Forshaw ، Peter ، 'Michael Maier and Mythoalchemy' ، Furnace & Fugue: نسخة رقمية لمايكل ماير Atalanta fugiens (1618) مع تعليق علمي ، تحرير تارا نوميدال ودونا بيلاك ، مطبعة جامعة فيرجينيا ، 2020.
- "The Emblemata of the Atalanta Fugiens" - ندوة عبر الإنترنت حول مايكل ماير على موقع مكتبة ريتمان بأمستردام.